# Фёдоровка (Фёдоровский район, Башкортостан)
Фёдоровка (баш. Фёдоровка) — село, административный центр Фёдоровского района Республики Башкортостан, а также центр Фёдоровского сельсовета.

## История
Основано в кон. 18 в. морд. крестьянами на территории Стерлитамакского уезда. Названо, предположительно по фамилии братьев Алексея и Дмитрия Фёдоровых.
Декретом ВЦИК РСФСР от 18 ноября 1920 года  Фёдоровка  с Федоровской волостью переданы из Стерлитамакского уезда Уфимской губернии в Белебеевский уезд Уфимской губернии .
14 июня 1922 года декретом ВЦИК «О расширении границ Автономной Башкирской Социалистической Советской Республики» Уфимская губерния была упразднена, её территория включена в состав Башкирской Автономной Социалистической Советской Республики.
6 июля 1922 Уфимский губком разработал проект административного деления Башкирии на 8 кантонов, 25 июля 1922 года административной комиссией было решено разделить Башкирию на 7 канонов. Фёдоровка  с Федоровской волостью вошла в Стерлитамакский кантон. 10 августа 1922 года административное деление утверждено Башобкомом.

## Население
| 1939 | 1959  | 1970  | 1979  | 1989  | 2002  | 2009  | 2010  | 2021  |
| ---- | ----- | ----- | ----- | ----- | ----- | ----- | ----- | ----- |
| 3032 | ↘2458 | ↗2752 | ↗3614 | ↗3787 | ↗4128 | →4128 | ↗4306 | ↘4185 |

Национальный состав
Согласно переписи 2002 года, преобладающие национальности — русские (31,3 %), мордва-эрзяне (26,8 %).
Согласно переписи 2020 года, преобладающие национальности — татары (32,2 %), русские (28,8 %), мордва (20,3 %), чуваши (8,3 %), башкиры (7,8 %).

## Образование
Действуют две школы, работает музыкальная школа, физкультурно-оздоровительный комплекс, центр детского творчества.

## Радио
- 67,04 МГц — Радио России (Салават);
- 67,76 МГц — Радио России;
- 101,7 МГц — Спутник FM (Яшерганово);
- 102,2 МГц — Радио Юлдаш (Яшерганово);
- 103,3 МГц — М-Радио (Салават);
- 105,4 МГц — Радио Юлдаш;
- 106,4 МГц — Радио России (Шарлык);
- 106,7 МГц — Радио Маяк (Стерлитамак);
- 107,3 МГц — Спутник FM.

## Культура
В Фёдоровке функционирует мордовский историко-культурный центр.

## Религия
Православные храмы
- Церковь Казанской иконы Божией Матери -  памятник архитектуры

Мечети
- Мечеть